# Segunda marcha nacional sobre Washington por los derechos de lesbianas y gais

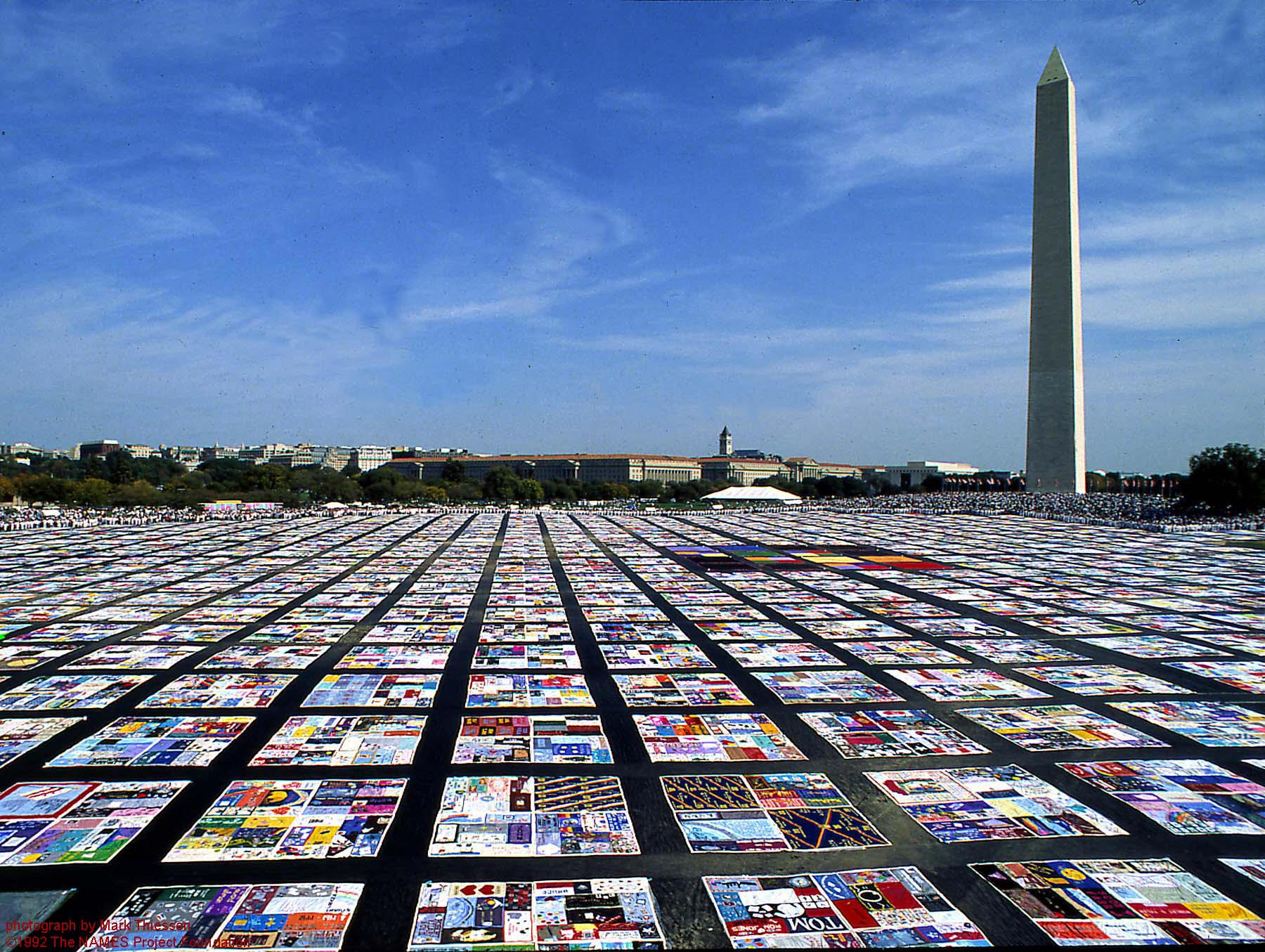
El NAMES Project AIDS Memorial Quilt, un proyecto de Cleve Jones, se mostró públicamente por primera vez durante la Segunda marcha sobre Washington.

La  Segunda marcha nacional sobre Washington por los derechos de lesbianas y gais (en inglés Second National March on Washington for Lesbian and Gay Rights) fue una gran manifestación que se realizó en Washington D. C. el 11 de octubre de 1987. Su éxito, tamaño e influencia ha dado pie a que dentro de los estudios de historia homosexual se la llame «La gran marcha».

## Antecedentes y planificación
El deseo de la comunidad LGBT de realizar una nueva marcha fue motivado por dos acontecimiento importantes en la década de 1980: la aparición y extensión del sida y la falta de reconocimiento de la crisis del sida por parte de la administración de Ronald Reagan; y la resolución del Tribunal Supremo de los Estados Unidos en el caso Bowers contra Hardwick, en el que reconocía la legalidad de las leyes que condenaban la sodomía voluntaria entre dos hombres adultos en la privacidad de su casa. En 1986, Steve Ault y Joyce Hunter, coordinadores de la primera Marcha nacional sobre Washington por los derechos de lesbianas y gais (en inglés National March on Washington for Lesbian and Gay Rights), enviaron algunos planes a las organizaciones LGBT preguntando por su interés en una nueva manifestación. La respuesta fue favorable y ambos organizaron un encuentro inicial en la ciudad de Nueva York el 16 de julio de 1986, donde se decidió que la marcha sería realizada en 1987. Representantes de todas las organizaciones LGBT conocidas fueron posteriormente invitadas a una conferencia nacional en la ciudad de Nueva York el 16 de noviembre de 1986, donde se discutirían los asuntos políticos, la logística y la organización del evento. Los delegados tratarían cuatro temas principales:
1. ¿Cuales son las metas de la manifestación?;
2. ¿Cómo deberán actuar los organizadores y las organizaciones LGBT?;
3. ¿Cuál debería ser el enfoque y la plataforma del evento?; y
4. ¿Cuándo se deberá realizar la manifestación?[3]

La conferencia se realizó bajo el eslogan «Por el amor y por la vida, ¡No volveremos atrás!» (en inglés For love and for life, we're not going back!).
Durante el fin de semana, los delegados discutieron muchos aspectos de la marcha misma, entre otros, el tema de la inclusión de bisexuales y transgénero, la necesidad de minorías y personas de color, y si se debía incluir asuntos no necesariamente LGBT, como el apartheid, como elementos de la plataforma. Al acabar el fin de semana, la estructura genera del Comité Nacional de Dirección había sido definido.
El segundo encuentro del comité de dirección fue realizado en enero de 1987 en el ayuntamiento de West Hollywood. Steve Ault, Pat Norman y Kay Ostberg fueron elegidos codirectores del evento. Los delegados también fijaron definitivamente la plataforma y el fin político de la marcha. 
El encuentro final de la organización de la marcha se realizó en Atlanta, el 2 y el 3 de mayo de 1987. Esta reunión sirvió principalmente para ultimar los detalles logísticos y determinar la lista de las personas que debían hablar en la manifestación.

## Plataforma
Los delegados de la convención de West Hollywood eligieron siete demandas principales que servirían de plataforma para la marcha de 1987. Cada una de estas demandas se complementó con una lista más amplia, que se extendía más allá de los asuntos estrictamente LGBT. Así, los organizadores querían subrayar que la opresión de un grupo influye en la opresión de todos los grupos. Las siete demandas principales fueron:
- El reconocimiento legal de las relaciones de pareja lesbianas y gais.
- La derogación de todas las leyes que criminalizaban la sodomía voluntaria entre adultos.
- Una orden presidencial prohibiendo la discriminación por parte del gobierno federal.
- La aprobación por el Congreso de una ley de derechos civiles para lesbianas y gais.
- El fin de la discriminación de personas con sida, HIV-positivas o aquellas que son percibidas como teniendo la enfermedad. Un masivo incremento de los fondos para la edición contra el sida, la investigación y el cuidado de enfermos. Dinero para la lucha contra el sida, no para la guerra.
- Libertad reproductiva, el derecho al control del propio cuerpo y el fin de la opresión sexista.
- Fin al racismo en Estados Unidos y del apartheid en África del Sur.[5]

## Actividades y oradores
La manifestación formaba parte de seis días de actividades, que incluían una boda masiva y protestas delante del Servicio de Impuestos Internos el 10 de octubre, y, tres días más tarde, un acto de desobediencia civil delante del edificio de la Corte Suprema, protestando por la decisión en «Bowers contra Hardwick». La marcha, la manifestación y el mitin incluían la primera muestra pública del proyecto NAMES Project AIDS Memorial Quilt de Cleve Jones.
La marcha misma fue liderada por César Chávez y Eleanor Smeal, a los que seguían personas con sida y sus amigos y familiares.
Los oradores en el mitin incluían:
- la expresidenta del National Organization for Women, Eleanor Smeal;
- el director de sindicato y luchador por los derechos civiles César Chávez;[7]
- la actriz y humorista Whoopi Goldberg;[8]
- Jesse Jackson, por entonces candidato a la nominación a Presidente por el Partido Demócrata.[9] Jackson dijo a la multitud:

Let's find a common ground of humanity [... W]e share the desire for life, liberty, the pursuit of happiness, equal protection under the law. Let's not dwell on distinctions.
Encontremos un los puntos en común de la humanidad [... N]osotros compartimos el deseo de vivir, de ser libres, de buscar la felicidad, de disfrutar de la misma protección legal. No insistamos en las diferencias.
Jesse Jackson

La estimación de 200.000 asistentes, ampliamente citada del New York Times, se realizó varias horas antes de que comenzase la manifestación; de la misma forma, la mayoría de las fotos usadas se realizaron temprano por la mañana o del área en el que se encontraba el AIDS Memorial Quilt, más que del lugar en el que se estaba realizando la marcha. La policía estimó el número de participantes de la marcha en aproximadamente medio millón de personas.